# Natuurcentrum Ameland
Natuurcentrum Ameland is een natuurmuseum in Nes op het waddeneiland Ameland in de Nederlandse provincie Friesland.

## Geschiedenis
Het museum werd in 1972 opgericht en is sinds 1989 in Nes gevestigd. Het natuurmuseum heeft sinds 10 november 2004 een dierentuinvergunning. In 2009 werd het museum ondergebracht in een nieuw gebouw met uitkijktoren.

## Beschrijving
Het museum bestaat uit:
- Noordzee aquarium: zeeaquarium met vissen uit de Noordzee.
- Landschappen Experience: informatie over de flora en fauna op het eiland. Expositie Kijk over de dijk.
- Filmtheater: film (360° panorama) over het ontstaan en instandhouding van het waddengebied.
- Kenniscentrum Land: proefopstellingen en animaties op het gebied van natuur en energie.
- Energie Expertisecentrum: energiegebruik en duurzame energie.
- Uitkijktoren: uitzicht over de omgeving, waaronder het duingebied van Nes.
- Blotevoeten pad [2]